# Gokarna
Gokarna è una città di 28 836 abitanti appartenente al distretto del Kannada Settentrionale in Karnataka, India.
Il luogo è sia un centro di pellegrinaggio dell'Induismo sia una destinazione del turismo internazionale. Si tratta di una città affacciata sul mar Arabico ai margini di spiagge con palma da cocco molto sviluppate ed ampie per il Backpacking. Il sito è noto anche per i numerosi templi dedicati al dio Shiva.

## Monumenti e luoghi di interesse

### Tempio Mahabaleshvara

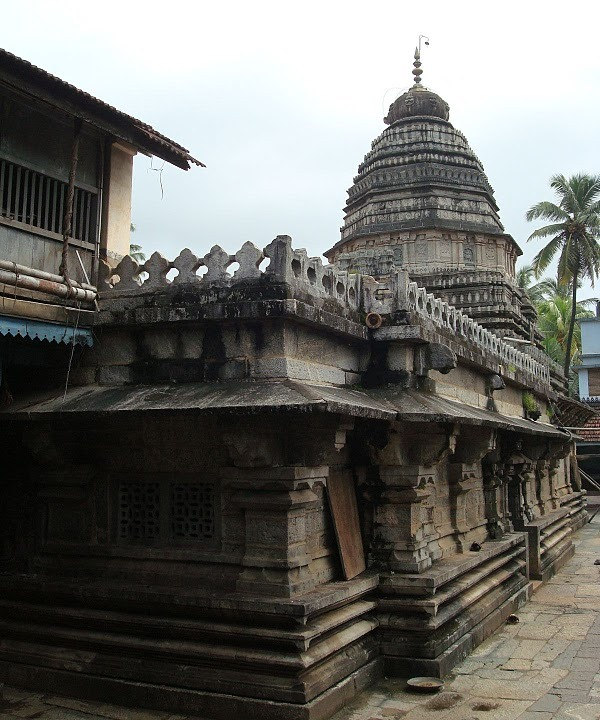
Tempio Mahabaleshvara

L'antico tempio, al lato ovest della strada principale, fu distrutto dai portoghesi nel 1714 e ricostruito qualche decennio  dopo. Nel santuario si trova un linga di pietra ricoperto di ottone posto su un serpente di pietra arrotolato. Il pavimento della sala anteriore presenta una intricata incisione di una testuggine gigante. In questo tempio con grande enfasi tra febbraio e marzo si festeggia il compleanno di Shiva: due grandi carri-tempio guidano la processione, mentre sacerdoti e pellegrini cantano lodi in onore del dio.